# Лелеченко, Александр Григорьевич
Алекса́ндр Григо́рьевич Лелече́нко (укр. Олександр Григорович Лелеченко; 26 июля 1938 — 7 мая 1986) — ликвидатор аварии на Чернобыльской АЭС, работник станции, Герой Украины (2006, посмертно).

## Биография
Родился 26 июля 1938 года в селе Новоореховка Лубенского района Полтавской области. Украинец. После окончания школы учился в Харьковском лётном училище на штурмана авиации, в 1961—1966 годах — на электроэнергетическом факультете Киевского политехнического института.
После окончания КПИ по распределению работал на Славянской ГРЭС затем в городе Энергодар на Запорожской ГРЭС, в цехе тепловой автоматики и измерений. С 1975 года работал заместителем начальника электрического цеха по эксплуатации второй очереди (3 и 4 энергоблоки) Чернобыльской АЭС.
Принимал непосредственное участие в тушении пожара на АЭС в ночь с 25 на 26 апреля 1986 года.
Умер 7 мая 1986 года в Киеве. Похоронен в селе Степное Полтавского района Полтавской области.

## Смерть
Александр Лелеченко 
после аварии был госпитализирован в припятскую больницу, однако после капельницы, почувствовав себя лучше, вернулся на аварийный энергоблок, получив смертельную дозу радиации. Был госпитализирован в Киев, где и скончался.

## Память
В школе села Новоореховка, в которой когда-то учился Александр Григорьевич и которая носит его имя, действует музейная экспозиция, рассказывающая о Чернобыльской трагедии и подвиге земляка. А также в июне 2012 г. в г. Николаевка Донецкой обл. в честь А. Лелеченко названа городская библиотека.

## Награды
- Звание Герой Украины с удостаиванием ордена «Золотая Звезда» (21 апреля 2006 года) — за героический подвиг во имя жизни нынешних и будущих поколений, личное мужество и самопожертвование, проявленные при ликвидации аварии на Чернобыльской АЭС (посмертно)[2]
- Знак отличия Президента Украины — крест «За мужество» (26 апреля 1996 года) — за личное мужество и отвагу, проявленные при ликвидации аварии на Чернобыльской АЭС (посмертно)[3]
- Орден Ленина (1986, посмертно)